# 82
Cette page concerne l'année 82  du calendrier julien. Pour l'année 82 av. J.-C., voir 82 av. J.-C. Pour le nombre 82, voir 82 (nombre).
L'année 82 est une année commune qui commence un mardi.

## Événements
- 1er janvier : début du consulat de Domitien (VIII) et de Titus Flavius Sabinus[1].
- Automne : exécution de Titus Flavius Sabinus pour complot contre Domitien[2].

- Dion Chrysostome, impliqué dans une conspiration, est banni d'Italie et Bithynie. Il se réfugie dans le pays des Gètes (fin en 96)[3].
- Agricola, gouverneur de Bretagne, passe le Solway Firth pour attaquer les Novantae par la mer[4].